# Trapézio amazónico
|  |

O Trapézio Amazónico corresponde ao extremo sul do departamento colombiano do Amazonas. Tem o formato de uma península encravada entre o Peru e o Brasil. Sua fronteira atual foi fixada em 1934, após um conflito entre Colômbia e Peru.